# 정규창
정규창(1989년 6월 29일 ~ )은 전 SK 와이번스 소속 야구선수다.

## 프로 데뷔 전
2006년과 2007년 연속으로 청룡기 우승에 일조했으며 2007년에는 화랑기 준우승을 차지함과 동시에 타격상, 도루상, 최다안타상을 받았다. 2011년에는 대학야구 선수권대회 우승을 달성했다.

## SK 와이번스 시절
2013년 2경기 4타수 무안타 1타점 1삼진을 기록하였다.

## 출신 학교
- 경남고등학교
- 동아대학교